# Michael Rodgers
Michael "Mike" Rodgers (* 24. dubna 1985 St. Louis, Missouri) je americký atlet, sprinter.
V roce 2008 skončil na halovém MS ve Valencii ve finále běhu na 60 metrů na čtvrtém místě. O dva roky později získal na halovém MS v katarském Dauhá stříbrnou medaili. Cílem proběhl v čase 6,53 a prohrál jen s Britem Dwainem Chambersem, který byl o pět setin rychlejší.
V letech 2013 a 2017 byl členem stříbrné americké štafety na 4 × 100 metrů na mistrovství světa.